# Pentamera montereyensis
Pentamera montereyensis är en sjögurkeart som beskrevs av Elisabeth Deichmann 1938. Pentamera montereyensis ingår i släktet Pentamera och familjen svanssjögurkor. Inga underarter finns listade i Catalogue of Life.